# Danh sách đô thị tại Ourense
Đây là danh sách các đô thị ở tỉnh Ourense thuộc cộng đồng tự trị Galicia, Tây Ban Nha.

Bản đồ đô thị

| Tên                      | Dân số (2002) |
| ------------------------ | ------------- |
| Allariz                  | 5.151         |
| Amoeiro                  | 2.330         |
| A Arnoia                 | 1.255         |
| Avión                    | 2.822         |
| Baltar                   | 1.236         |
| Bande                    | 2.444         |
| Baños de Molgas          | 2.157         |
| Barbadás                 | 6.908         |
| O Barco de Valdeorras    | 13.295        |
| Beade                    | 607           |
| Beariz                   | 1.503         |
| Os Blancos               | 1.213         |
| Boborás                  | 3.335         |
| A Bola                   | 1.542         |
| O Bolo                   | 1.345         |
| Calvos de Randín         | 1.246         |
| Carballeda de Avia       | 1.600         |
| Carballeda de Valdeorras | 2.212         |
| O Carballiño             | 12.733        |
| Cartelle                 | 3.773         |
| Castrelo de Miño         | 2.095         |
| Castrelo do Val          | 1.298         |
| Castro Caldelas          | 1.895         |
| Celanova                 | 6.012         |
| Cenlle                   | 1.642         |
| Coles                    | 3.206         |
| Cortegada                | 1.467         |
| Cualedro                 | 2.405         |
| Chandrexa de Queixa      | 865           |
| Entrimo                  | 1.424         |
| Esgos                    | 1.304         |
| Gomesende                | 1.137         |
| A Gudiña                 | 1.657         |
| O Irixo                  | 2.133         |
| Larouco                  | 584           |
| Laza                     | 1.927         |
| Leiro                    | 2.005         |
| Lobeira                  | 1.247         |
| Lobios                   | 2.670         |
| Maceda                   | 3.346         |
| Manzaneda                | 1.204         |
| Maside                   | 3.206         |
| Melón                    | 1.533         |
| A Merca                  | 2.404         |
| A Mezquita               | 1.510         |
| Montederramo             | 1.221         |
| Monterrei                | 3.364         |
| Muíños                   | 2.014         |
| Nogueira de Ramuín       | 2.566         |
| Oímbra                   | 2.015         |
| Ourense                  | 109.011       |
| Paderne de Allariz       | 1.674         |
| Padrenda                 | 2.629         |
| Parada de Sil            | 858           |
| O Pereiro de Aguiar      | 5.327         |
| A Peroxa                 | 2.561         |
| Petín                    | 1.125         |
| Piñor                    | 1.560         |
| A Pobra de Trives        | 2.807         |
| Pontedeva                | 684           |
| Porqueira                | 1.168         |
| Punxín                   | 974           |
| Quintela de Leirado      | 907           |
| Rairiz de Veiga          | 1.834         |
| Ramirás                  | 2.079         |
| Ribadavia                | 5.447         |
| Riós                     | 2.132         |
| A Rúa                    | 5.139         |
| Rubiá                    | 1.767         |
| San Amaro                | 1.462         |
| San Cibrao das Viñas     | 3.691         |
| San Cristovo de Cea      | 3.144         |
| San Xoán de Río          | 949           |
| Sandiás                  | 1.665         |
| Sarreaus                 | 1.876         |
| Taboadela                | 1.744         |
| A Teixeira               | 569           |
| Toén                     | 2.578         |
| Trasmiras                | 1.880         |
| A Veiga                  | 1.387         |
| Verea                    | 1.450         |
| Verín                    | 13.475        |
| Viana do Bolo            | 3.826         |
| Vilamarín                | 2.253         |
| Vilamartín de Valdeorras | 2.467         |
| Vilar de Barrio          | 2.023         |
| Vilar de Santos          | 1.001         |
| Vilardevós               | 2.823         |
| Vilariño de Conso        | 798           |
| Xinzo de Limia           | 9.842         |
| Xunqueira de Ambía       | 2.032         |
| Xunqueira de Espadanedo  | 1.087         |